# Championnats de France de judo 1970
Navigation
1969 1971
Les championnats de France de judo 1970 ont lieu à Marseille.

## Palmarès
| Épreuves                       | Or                   | Argent                          | Bronze                                  |
| ------------------------------ | -------------------- | ------------------------------- | --------------------------------------- |
| moins de 63 kg poids légers    | Serge Feist          | Jean-Jacques Mounier            | René Hecquet Robert Patriarca           |
| moins de 70 kg poids mi-moyens | Patrick Vial         | Gérard Gautier                  | Belly Legrand                           |
| moins de 80 kg poids moyens    | Jean-Paul Coche      | Guy Auffray (JC Maisons-Alfort) | Daniel Pinatel Jean-Jacques Flerchinger |
| moins de 93 kg poids mi-lourds | Pierre Albertini     | Rémi Berthet                    | Bruno Martin Jean-Luc Rougé             |
| plus de 93 kg poids lourds     | Jean-Claude Brondani | Michel Declève                  | Jean Lamy Zwolsky                       |
| Toutes catégories              | Jean-Claude Brondani | Gérard Decherchi                | Jean-Jacques Flerchinger Jean-Luc Rougé |